# Fortezze del Quadrilatero
Il Quadrilatero fu, tra il 1815 e il 1866, un sistema difensivo costruito dall'Impero austriaco nel Lombardo-Veneto, che si dispiegava su un quadrilatero i cui vertici erano le fortezze di Peschiera del Garda, Mantova, Legnago e Verona, comprese fra il Mincio, il Po, l'Adige e dal 1850 circa la ferrovia Milano-Venezia, tramite la quale erano garantiti i rifornimenti. Difficilmente aggirabile, ostacolava i movimenti di truppe nemiche nella Pianura Padana.

## Storia e funzione
L'esperienza della seconda guerra d'indipendenza italiana del 1859, nel corso della quale furono impiegati per la prima volta i cannoni rigati, di maggiore gittata e precisione, indusse Vienna a far costruire una seconda cerchia di otto forti, distanti poco meno di quattro chilometri dalla cinta magistrale (secondo campo trincerato 1859-60). Questa seconda cintura più esterna era composta da forte Parona, forte Lugagnano, forte Dossobuono, forte Azzano, forte Tomba, forte San Michele, forte Cà Vecchia e forte Cà Bellina.
Con queste opere, le ultime delle quali terminate nella primavera del 1866, Verona venne ad assumere la funzione di piazzaforte di manovra e di deposito principale del Quadrilatero, una delle più agguerrite "regioni fortificate" d'Europa, i cui capisaldi erano rappresentati dalle fortezze di Peschiera, Mantova e Legnago.

Le fortezze del Quadrilatero
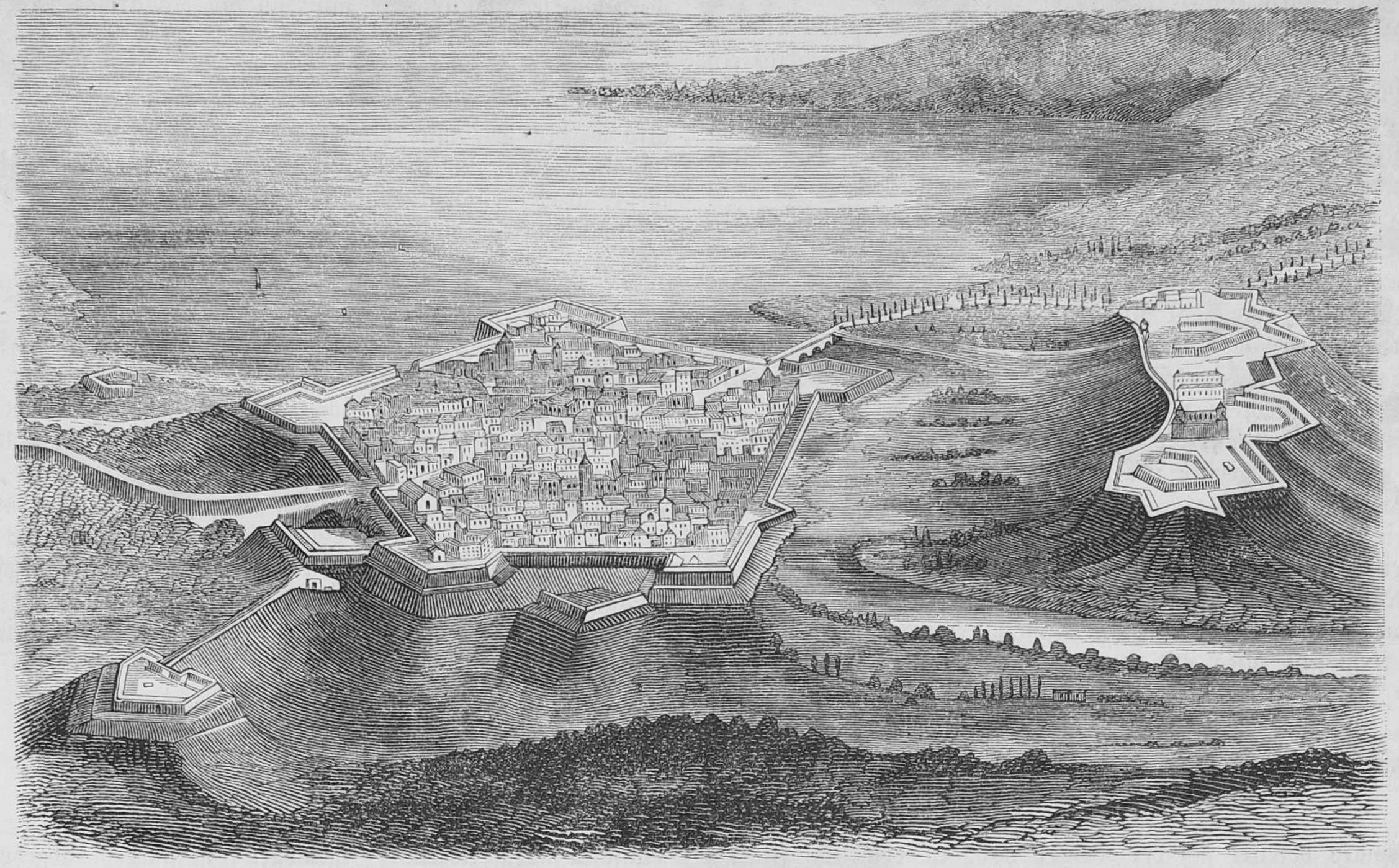
Peschiera (1866)
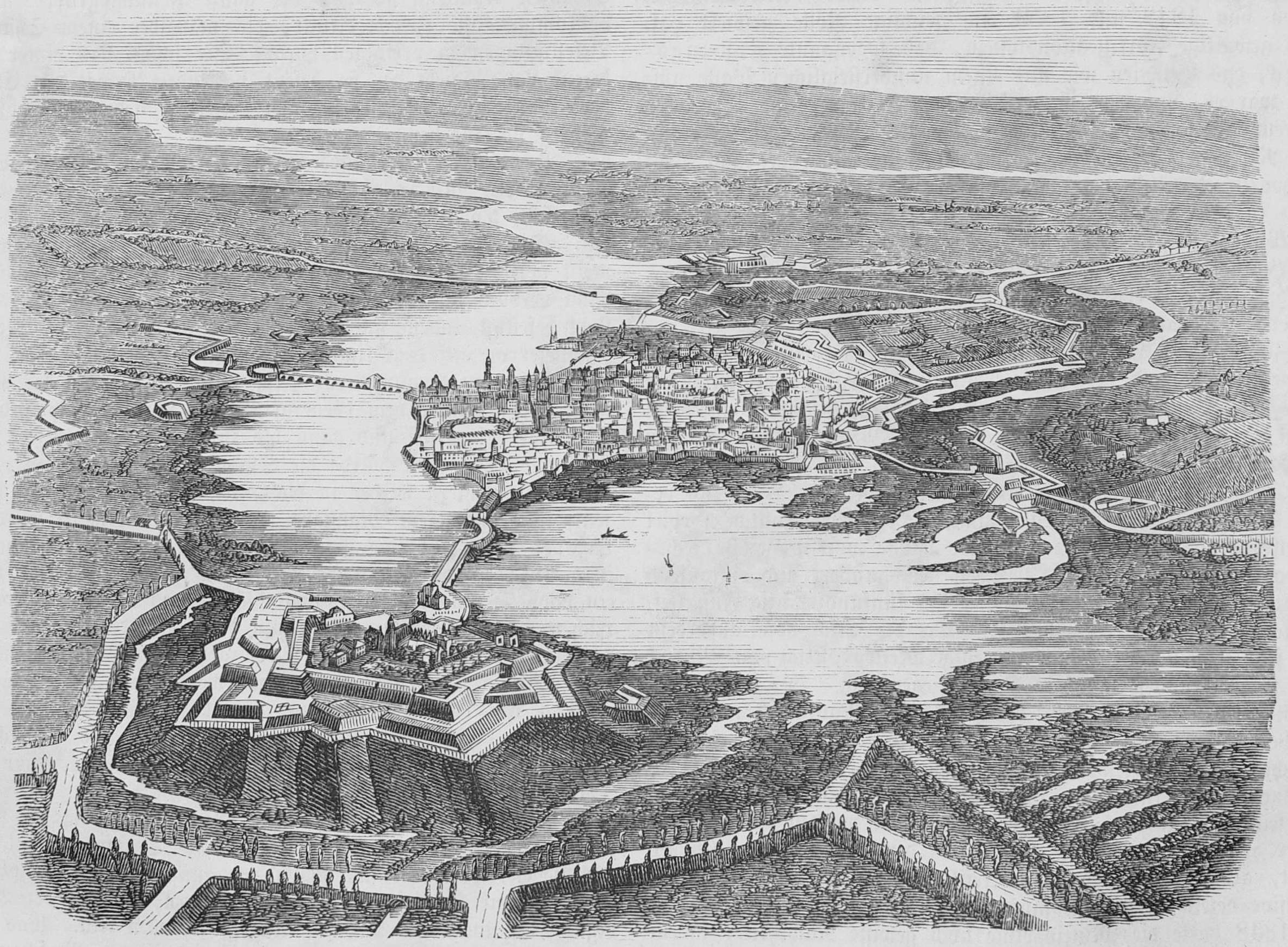
Mantova (1866)
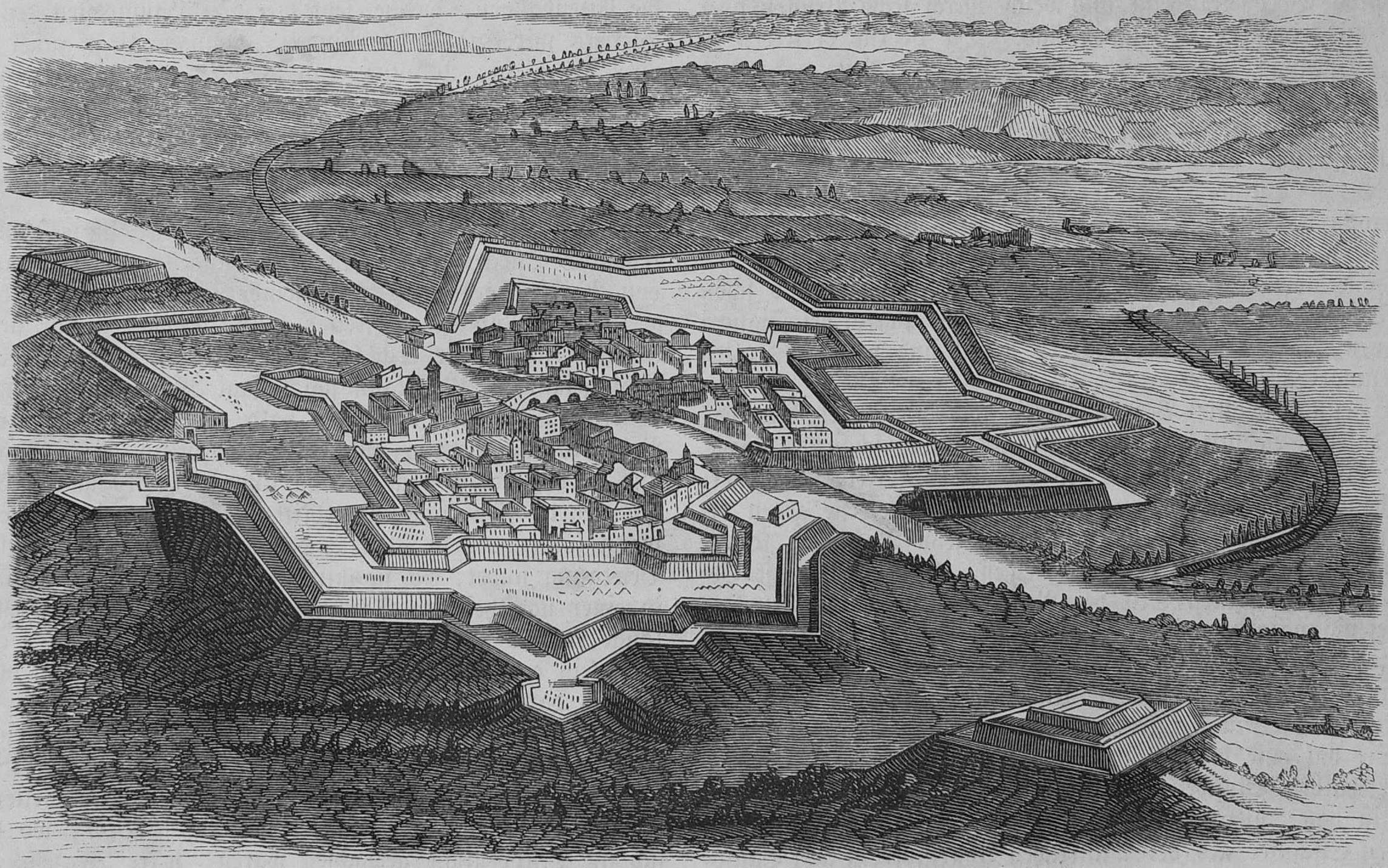
Legnago (1866)
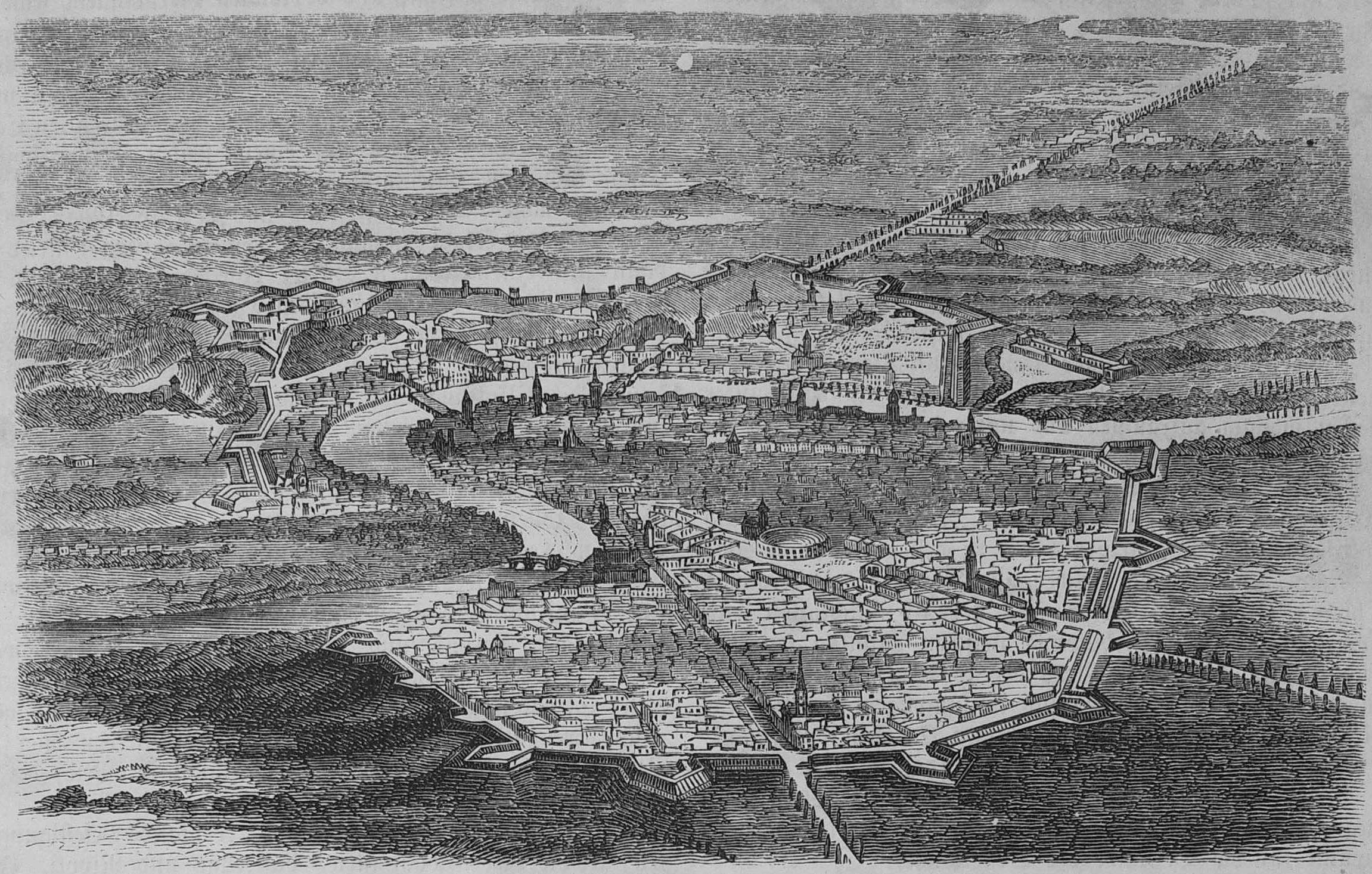
Verona (1866)
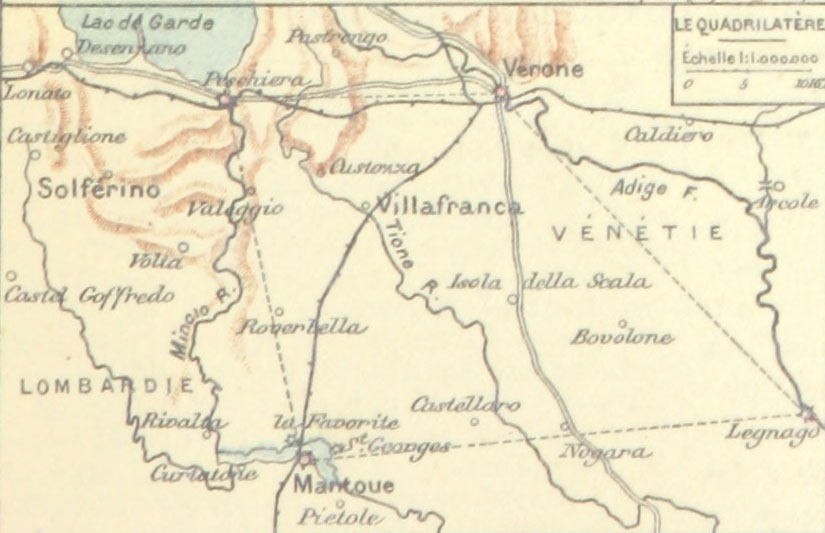
Mappa del Quadrilatero (1888)